# Rodno uvjetovano nasilje
Rodno uvjetovano nasilje je nasilje koje pogađa osobu zbog njenog spola ili roda kao i nasilje koje nesrazmjerno pogađa osobe određenog spola i roda. Utemeljeno je u rodnoj neravnopravnosti, zloporabi moći i štetnim normama te predstavlja jedno od najučestalijih oblika kršenja ljudskih prava u svim društvima.
S obzirom na to da je najčešće usmjereno protiv žena i djevojčica i da je rodna utemeljenost nasilja prepoznata unutar borbe protiv nasilja nad ženama, rodno utemeljeno nasilje najčešće se uzima kao sinonim nasilja protiv žena, iako žrtve rodno utemeljenog nasilja mogu biti i žene i muškarci kao i transrodne, interseksualne i rodno varijantne osobe.

## Rodno uvjetovano nasilje nad ženama
Seksualno i rodno utemeljeno nasilje nad ženama i femicidi nasilna su djela koja se prvenstveno ili isključivo čine nad ženama ili djevojčicama zbog njihova spola. 
Rodno uvjetovano nasilje ima vrlo dugu povijest iako su oblici i intenzitet takvog nasilja varirali tijekom vremena, a u raznim društvima variraju i danas. Na takvo nasilje često se gleda kao na mehanizam podčinjavanja žena, bilo u društvu općenito ili u međuljudskim odnosima. Takvo nasilje može proizaći iz osjećaja superiornosti, mizoginije ili sličnih stavova počinitelja.
U Deklaraciji o uklanjanju nasilja nad ženama Ujedinjenih naroda navodi se da je »nasilje nad ženama manifestacija povijesno nejednakih odnosa moći između muškaraca i žena« i da je »nasilje nad ženama jedan od ključnih društvenih mehanizama pomoću kojih su žene prisiljene biti u podređenom položaju u usporedbi s muškarcima.«
Kofi Annan, glavni tajnik Ujedinjenih naroda, u izvještaju iz 2006. objavljenom na internetskoj stranici Razvojnog fonda Ujedinjenih naroda za žene (UNIFEM) izjavio je: »Nasilje nad ženama i djevojčicama problem je razmjera pandemije. Najmanje jedna od tri žene diljem svijeta bila je pretučena, prisiljena na seks ili je na neki drugi način zlostavljana u životu s nasilnikom, obično nekim tko joj je poznat.«
Razna međunarodna tijela donijela su niz međunarodnih instrumenata kojima je cilj borba protiv nasilja nad ženama i nasilja u obitelji. Ti instrumenti općenito počinju definicijom rodno uvjetovanog nasilja s ciljem suzbijanja takve prakse. Istanbulska konvencija (Konvencija Vijeća Europe o sprječavanju i borbi protiv nasilja nad ženama i nasilja u obitelji ) Vijeća Europe opisuje rodno uvjetovano nasilje kao »kršenje ljudskih prava i oblik diskriminacije žena« i definira nasilje nad ženama kao »sve oblike rodno uvjetovanog nasilja koji dovode do, ili bi mogli rezultirati, fizičkim, seksualnim, psihološkim ili ekonomskim ozljedama ili patnjama za žene, uključujući prijetnje takvim djelima, prisilu ili samovoljno lišavanje slobode, bilo da se događaju u javnom ili privatnom životu.«
Konvencija o uklanjanju svih oblika diskriminacije žena iz 1979. (CEDAW) Opće skupštine Ujedinjenih naroda daje preporuke u vezi s nasiljem, a Bečka deklaracija i Program djelovanja spominju nasilje nad ženama. Međutim, rezolucija Opće skupštine Ujedinjenih naroda o Deklaraciji o uklanjanju nasilja nad ženama iz 1993. bila je prvi međunarodni instrument koji je izričito definirao nasilje nad ženama i razradio tu temu. Druge definicije nasilja nad ženama navedene su u Međuameričkoj konvenciji o sprječavanju, kažnjavanju i iskorjenjivanju nasilja nad ženama i Maputo protokolu iz 2003. godine. 
Osim toga, pojam rodno uvjetovanog nasilja odnosi se na »sve radnje ili prijetnje radnjama kojima je cilj povrijediti ili natjerati žene da pate fizički, seksualno ili psihički, a koje pogađaju žene jer su žene ili utječu na žene nesrazmjerno«. Definicija rodno uvjetovanog nasilja najčešće se »koristi naizmjenično s definicijom nasilja nad ženama«, a neki članci o nasilju nad ženama ponavljaju te koncepcije navodeći da su muškarci glavni počinitelji ovog nasilja. 
Vijeće Europe odredilo je da nasilje nad ženama uključuje, ali nije ograničeno na sljedeće: 
- nasilje koje se događa u obitelji ili kućanstvu, uključujući, između ostalog, fizičku i psihičku agresiju, emocionalno i psihičko zlostavljanje, silovanje i seksualno zlostavljanje, incest, silovanje između bračnih drugova, redovnih ili povremenih partnera i osoba koje zajedno žive, zločine počinjene u ime časti, genitalno i spolno sakaćenje žena i druge tradicionalne prakse štetne po žene, poput prisilnih brakova;
- nasilje koje se događa unutar opće zajednice, uključujući, između ostalog, silovanje, seksualno zlostavljanje, seksualno uznemiravanje i zastrašivanje na poslu, u institucijama ili drugdje, trgovanje ženama u svrhu seksualnog iskorištavanja i ekonomskog iskorištavanja i seksualnog turizma;
- nasilje počinjeno ili dopušteno od strane države ili njezinih dužnosnika;
- kršenje ljudskih prava žena u situacijama oružanog sukoba, osobito uzimanje talaca, prisilno raseljavanje, sustavno silovanje, seksualno ropstvo, prisilna trudnoća i trgovina u svrhu seksualnog iskorištavanja i ekonomskog iskorištavanja.

Neki[tko?] smatraju da su ove definicije nasilja nad ženama, a koje su temeljene na rodu, nezadovoljavajuće i problematične. Ove su definicije konceptualizirane u shvaćanju društva kao patrijarhalnog, označavajući nejednake odnose između muškaraca i žena. Protivnici takvih definicija tvrde da se u definicijama zanemaruje nasilje nad muškarcima te da se izraz rod, kako se koristi u rodno uvjetovanom nasilju, odnosi samo na žene. Drugi kritičari tvrde da upotreba pojma rod na ovaj poseban način može uvesti pojmove inferiornosti i podređenosti za ženstvenost i superiornosti za muškost.   
| Dokument                                    | Usvojio                                                       | Datum              | Definicija |
| ------------------------------------------- | ------------------------------------------------------------- | ------------------ | --- |
| Opća preporuka br. 19.; Nasilje nad ženama  | Odbor Konvencije o uklanjanju svih oblika diskriminacije žena | 1992.              | Diskriminacija žena uključuje rodno uvjetovano nasilje, odnosno nasilje usmjereno protiv žene jer je žena ili koje nesrazmjerno pogađa žene. Uključuje djela koja nanose fizičku, duševnu ili seksualnu štetu ili patnju, prijetnje takvim djelima, prisilu i druga lišenja slobode. |
| Deklaracija o uklanjanju nasilja nad ženama | Ujedinjeni narodi                                             | 20. prosinca 1993. | Nasilje nad ženama označava se bilo koji čin nasilja zasnovanog na spolno/rodnoj osnovi koje rezultira, ili može rezultirati, fizičkom, spolnom ili psihološkom povredom ili patnjom žene, uključujući i prijetnje takvim djelima, prisilu ili svojevoljno oduzimanje slobode, bilo u javnom ili privatnom životu. |
| Istanbulska konvencija                      | Vijeće Europe                                                 | 11. svibnja 2011.  | Nasilje nad ženama smatra se kršenjem ljudskih prava i oblikom diskriminacije žena i označava sva djela rodno utemeljenog nasilja koja imaju za posljedicu ili će vjerojatno imati za posljedicu tjelesnu, seksualnu, psihičku ili ekonomsku štetu ili patnju žena, uključujući prijetnje takvim djelima, prisilu ili namjerno oduzimanje slobode, bilo da se pojavljuju u javnom ili privatnom životu; Rod znači društveno oblikovane uloge, ponašanja, aktivnosti i osobine koje određeno društvo smatra prikladnima za žene i muškarce; Rodno utemeljeno nasilje nad ženama označava nasilje usmjereno na ženu zbog toga što je žena ili koje nerazmjerno pogađa žene; U preambuli se napominje: »... društveno oblikovane uloge, ponašanja, aktivnosti i osobine koje određeno društvo smatra prikladnima za žene i muškarce...« |

## Povijest
Povijest nasilja nad ženama ostaje nejasna u znanstvenoj literaturi. To je dijelom i zato što se mnoge vrste nasilja nad ženama (posebno silovanje, seksualni napad i nasilje u obitelji) ne prijavljuju, često zbog društvenih normi, tabua, stigme i osjetljive prirode teme. Opće je poznato da je i danas nedostatak pouzdanih i kontinuiranih podataka prepreka stvaranju jasne slike o nasilju nad ženama.
Iako je povijest nasilja nad ženama teško pratiti, jasno je da je velik dio nasilja nad ženama prihvaćen, pa čak i legalno dopušten. Npr. rimskim je pravom dopušteno muškarcima da kažnjavaju svoje žene, čak do smrti. Nadalje, spaljivanja vještica odobravana su od crkve i države (iako to nije bila praksa isključivo protiv žena).
Povijest nasilja nad ženama usko je povezana s povijesnim viđenjem žene kao »imovine« i rodnom ulogom podaništva. Objašnjenja patrijarhata i cjelokupnog svjetskog sustava ili statusa quo u kojima postoje rodne nejednakosti i koje se održavaju, navode se kako bi se objasnili opseg i povijest nasilja nad ženama. U Deklaraciji UN-a o uklanjanju nasilja nad ženama (1993.) navodi se da je »nasilje nad ženama manifestacija povijesno nejednakih odnosa moći između muškaraca i žena, koji su doveli do dominacije nad ženama i diskriminacije žena od strane muškaraca, kao i do sprječavanja potpunog napretka žena i da je nasilje nad ženama jedan od ključnih društvenih mehanizama pomoću kojih su žene prisiljene na podređen položaj u usporedbi s muškarcima.«
Prema UN-u, »ne postoji regija svijeta, nema zemlje i nema kulture u kojoj je osigurana sloboda žena od nasilja«. Nekoliko oblika nasilja prisutnije je u nekim dijelovima svijeta, često u zemljama u razvoju. Na primjer, nasilje zbog miraza i spaljivanje nevjesta povezani su s Indijom, Bangladešom i Nepalom.  Bacanje kiseline također je povezano s tim zemljama, kao i zemljama u jugoistočnoj Aziji, uključujući Kambodžu. Ubojstvo zbog časti povezano je s Bliskim istokom i južnom Azijom. Sakaćenje ženskih spolnih organa uglavnom se događa u Africi, a nešto manje na Bliskom istoku i nekim drugim dijelovima Azije. Brak otmicom zabilježen je u Etiopiji, Srednjoj Aziji i na Kavkazu. Zlostavljanje radi »cijene nevjeste« (poput nasilja, trgovine ljudima i prisilnog braka) povezano je s dijelovima Podsaharske Afrike i Oceanije.
Određene regije više nisu povezane s određenim oblikom nasilja, ali takvo je nasilje do nedavno bilo uobičajeno u tim mjestima; to vrijedi za zločine temeljene na časti u južnoj/mediteranskoj Europi. Na primjer, u Italiji je prije 1981. godine Kazneni zakon predviđao olakšavajuće okolnosti u slučaju ubojstva žene ili njezinog spolnog partnera iz časti, uz smanjenu kaznu.
Pozivanjem na kulturu kao objašnjenje određenih oblika nasilja nad ženama rizik je kojim se čini da ih se legitimira. Također postoje rasprave i kontroverze o načinima na koji kulturne tradicije, lokalni običaji i društvena očekivanja, kao i različita tumačenja religije, stupaju u interakciju s uvredljivim postupcima. Konkretno, neke države i društvene skupine u mnogim zemljama traže kulturna opravdanja za određene nasilne radnje nad ženama tvrde neke države i društvene skupine, kako bi obranile svoju tradiciju. Ta su opravdanja upitna upravo zato što obranu općenito izražavaju politički čelnici ili tradicionalne vlasti, a ne oni na koje je to stvarno utjecalo. Potreba za osjetljivošću i poštovanjem kulture element je koji se također ne može zanemariti; tako je došlo do osjetljive rasprave koja je u tijeku.
Također je postojala povijest prepoznavanja štetnih posljedica ovog nasilja. 1870-ih, sudovi u Sjedinjenim Državama prestali su priznavati općepravno načelo da muž ima pravo »fizički kažnjavati nestalnu ženu«. Prva država koja je ukinula ovo pravo bila je Alabama 1871. U Velikoj Britaniji 1891. godine ukinuto je pravo muža za umjerenu tjelesnu kaznu svojoj ženi kako bi je zadržao »unutar granica dužnosti«.
U 20. i 21. stoljeću, a osobito od devedesetih godina prošloga stoljeća, pojačana je aktivnost na nacionalnoj i međunarodnoj razini na istraživanju, podizanju svijesti i zalaganju za sprječavanje svih vrsta nasilja nad ženama. Najčešće se nasilje nad ženama uokviruje kao zdravstveno pitanje, ali i kao kršenje ljudskih prava. Studija iz 2002. procijenila je da je barem jednu od pet žena u svijetu fizički ili seksualno zlostavljao muškarac u životu, a »nasilje na temelju roda uzrokuje isto toliko smrti i lošeg zdravlja kod žena u dobi od 15 do 44 godine kao rak i veći je uzrok lošeg zdravlja od malarije i prometnih nesreća zajedno.«
Iz istraživanja su proizašle određene karakteristike nasilja nad ženama. Na primjer, nasilna djela nad ženama često nisu jedinstvene epizode, već se događaju tijekom vremena. Često nasilje počini netko koga žena poznaje, a ne neznanac. Čini se da istraživanje daje uvjerljive dokaze da je nasilje nad ženama ozbiljan i sveprisutan problem u cijelom svijetu, s razornim učincima na zdravlje i dobrobit žena i djece.

### Prekretnice
Neke od najvažnijih prekretnica na međunarodnoj razini za sprječavanje nasilja nad ženama uključuju:
- Konvencija o uklanjanju svih oblika diskriminacije žena (CEDAW) iz 1979. koja priznaje nasilje kao dio diskriminacije žena u preporukama 12. i 19.[28]
- Svjetska konferencija o ljudskim pravima 1993. godine, koja je nasilje nad ženama prepoznala kao kršenje ljudskih prava i koja je pridonijela sljedećoj deklaraciji UN-a.[28]
- UN-ova Deklaracija o uklanjanju nasilja nad ženama iz 1993. godine bila je prvi međunarodni instrument koji izričito definira i adresira nasilje nad ženama. Ovaj dokument posebno se odnosi na povijesno zauvijek prisutnu prirodu neravnopravnosti spolova u razumijevanju nasilja nad ženama.[29]  Ova se Deklaracija, kao i Svjetska konferencija iste godine, često promatraju kao »prekretnica« nakon kojih se nasilje nad ženama počelo shvaćati puno ozbiljnije od strane međunarodne zajednice, a nakon čega se još više zemalja aktiviralo oko tog problema.[30][31]
- Međunarodna konferencija o stanovništvu i razvoju iz 1994. godine povezuje nasilje nad ženama s reproduktivnim zdravljem i pravima te također daje preporuke vladama kako spriječiti i odgovoriti na nasilje nad ženama i djevojčicama.[29]
- Godine 1996. Svjetska zdravstvena skupština (WHA) proglasila je nasilje glavnim pitanjem javnog zdravlja, a u prepoznate podvrste uključili su nasilje od strane intimnih partnera i seksualno nasilje, dvije vrste nasilja koji se obično čine nad ženama. Nakon toga slijedilo je izvješće WHO-a 2002. (vidi dolje).[32] UN je također osnovao fond za podršku akcijama usmjerenima suzbijanju nasilja nad ženama.[2]
- UN je 1999. usvojio Fakultativni protokol uz Konvenciju o ukidanju svih oblika diskriminacije žena i 25. studenog proglasio Međunarodnim danom borbe protiv nasilja nad ženama .[30]
- Godine 2002., kao nastavak WHA deklaracije iz 1996. godine o nasilju kao glavnom javnozdravstvenom pitanju, Svjetska zdravstvena organizacija objavila je prvo Svjetsko izvješće o nasilju i zdravlju, koje se bavi mnogim vrstama nasilja i njihovim učinkom na javno zdravlje, uključujući oblike nasilja koji posebno snažno pogađaju žene. U izvješću se primjećuje nagli porast organizacija civilnog društva i aktivnosti usmjerenih na adresiranje rodno uvjetovanog nasilja nad ženama od 1970-ih do 1990-ih.[32]
- Svjetska zdravstvena organizacija je 2004. godine objavila svoje „Višedržavno istraživanje o zdravlju žena i nasilju u obitelji nad ženama“, studiji o zdravlju žena i nasilju u obitelji koje je obuhvatilo anketiranje više od 24 000 žena u 10 zemalja iz svih regija svijeta, kojima je procijenjena rasprostranjenost i opseg nasilja nad ženama, osobito nasilja od strane intimnih partnera, te se to povezalo sa zdravstvenim stanjima žena, kao i dokumentiranjem strategija i usluga koje žene koriste za nošenje s nasiljem od strane intimnih partnera.[31]
- Dubinska studija o svim oblicima nasilja nad ženama glavnog tajnika UN-a iz 2006. godine, prvi sveobuhvatni međunarodni dokument o tom pitanju.[27]
- Konvencija Vijeća Europe iz 2011. o sprječavanju i borbi protiv nasilja nad ženama i nasilja u obitelji, koji je drugi regionalni pravno obvezujući instrument o nasilju nad ženama i djevojčicama.[29]
- Godine 2013. Generalna skupština UN-a donijela je prvu rezoluciju u kojoj se traži zaštita branitelja ženskih ljudskih prava.[33] Rezolucija poziva države da donesu rodno specifične zakone i politike za zaštitu braniteljica ženskih ljudskih prava, da osiguraju da i same braniteljice budu uključene u izradu i provedbu ovih mjera, te poziva države da zaštite braniteljice ženskih ljudskih prava od odmazde zbog suradnje s UN-om i osiguranja njihovog neometanog pristupa i komunikacije s međunarodnim tijelima i mehanizmima za ljudska prava.[34]

Pojedine zemlje su donijele usporedive zakonodavne, političke i društvene instrumente za prevenciju i borbu protiv nasilja nad ženama. Međutim, stručnjaci u međunarodnoj zajednici vjeruju kako samo donošenje kaznenih zakona za sprječavanje i kažnjavanje nasilja nad ženama nije dovoljno za rješavanje problema. Smatra se da su potrebne brojne društvene promjene kako bi se suzbila rodna nejednakost i osnažilo žene te da bi to bio način koji bi rezultirao smanjenjem nasilja nad ženama.

## Učinak na društvo
Prema članku u časopisu »Health and Human Rights Journal«, bez obzira na dugogodišnje zagovaranje i uključivanje mnogih feminističkih aktivističkih organizacija, pitanje nasilja nad ženama i dalje »ostaje jedan od najrasprostranjenijih oblika kršenja ljudskih prava u svijetu«. Nasilje nad ženama može se pojaviti u javnoj i privatnoj sferi života i u bilo koje doba njihova života. Nasilje nad ženama često sprječava žene da u potpunosti doprinose društvenom, ekonomskom i političkom razvoju svojih zajednica. Mnoge su žene prestravljene tim prijetnjama nasiljem i to bitno utječe na njihove živote pa ih ometaju u ostvarivanju ljudskih prava; na primjer, boje se doprinijeti razvoju svojih zajednica u društvenom, ekonomskom i političkom smislu. Osim toga, uzroci koji izazivaju nasilje nad ženama ili rodno uvjetovano nasilje mogu nadići samo pitanje roda i pitanje starosti, klase, kulture, etničke pripadnosti, vjere, seksualne orijentacije i specifičnog zemljopisnog područja njihovog podrijetla.
Ono što je važno, osim pitanja društvenih podjela, nasilje se može proširiti i na područje zdravstvenih pitanja i postati izravna briga sektora javnog zdravstva. Zdravstveno pitanje kao što je HIV/AIDS još je jedan uzrok koji također dovodi do nasilja. Žene koje imaju HIV/AIDS infekciju također su među metama nasilja. Svjetska zdravstvena organizacija izvješćuje da nasilje nad ženama nepotrebno opterećuje zdravstvene usluge jer je ženama koje su pretrpjele nasilje vjerojatnije da će trebati zdravstvene usluge i to po višoj cijeni u odnosu na žene koje nisu pretrpjele nasilje. Druga izjava koja potvrđuje razumijevanje nasilja nad ženama kao značajnog zdravstvenog problema očita je i u preporuci Vijeća Europe, u kojem se ističe da su nasilje nad ženama u privatnoj sferi i nasilje u obitelji glavni razlozi »smrti i invaliditeta« među žene koje su se suočile s nasiljem.
Osim toga, nekoliko je studija pokazalo vezu između lošeg tretmana žena i međunarodnog nasilja, kao i da je zlostavljanje žena u društvu jedan od najboljih prediktora međunacionalnog i intranacionalnog nasilja.

## Oblici nasilja
Nasilje nad ženama može se svrstati u nekoliko širokih kategorija. To uključuje nasilje koje provode pojedinci, ali i države. Neki od oblika nasilja koje su počinili pojedinci su: silovanje, nasilje u obitelji, seksualno uznemiravanje, bacanje kiseline, reproduktivna prisila, žensko čedomorstvo, prenatalni odabir spola, opstetričko nasilje, nasilje na temelju spola na internetu i nasilje mafije ; kao i štetne uobičajene ili tradicionalne prakse poput ubojstava iz časti, nasilja u miraz, sakaćenja ženskih spolnih organa, vjenčanja otmicom i prisilnog braka. Postoje oblici nasilja koje vlada može počiniti ili dopustiti, poput ratnog silovanja; seksualno nasilje i seksualno ropstvo tijekom sukoba; prisilna sterilizacija; prisilni pobačaj; nasilje od strane policije i mjerodavnog osoblja; kamenovanjem i bičevanjem. Mnogi oblici nasilja nad ženama, poput trgovine ženama i prisilne prostitucije često su počinjeni mrežama organiziranog kriminala. Povijesno gledano, postojali su oblici organiziranog WAV-a, poput suđenja vješticama u ranom modernom razdoblju ili seksualnog ropstva žena Comfort .
Svjetska zdravstvena organizacija (WHO) u svom je istraživanju o nasilju nad ženama analizirala i kategorizirala različite oblike nasilja nad ženama koji se javljaju u svim fazama života od prije rođenja do starosti.
Posljednjih godina postoji trend približavanja nasilju nad ženama na međunarodnoj razini putem sredstava poput konvencija ili, u Europskoj uniji, putem direktiva (poput direktiva protiv seksualnog uznemiravanja i direktiva protiv trgovine ljudima).
Povjerenstvo za ravnopravnost spolova Vijeća Europe identificira devet oblika nasilja nad ženama na temelju teme i konteksta, a ne životnog ciklusa ili vremenskog razdoblja:
- Nasilje u obitelji
- Silovanje i seksualno nasilje
- Seksualno uznemiravanje
- Nasilje u institucionalnom okruženju
- Sakaćenje ženskih spolnih organa
- Prisilni brakovi
- Nasilje u ratnim i postratnim situacijama
- Ubojstva u ime časti
- Nepoštovanje slobode izbora u pogledu reprodukcije

## Daljnje čitanje
- Almosaed, Nora. 2004. Violence against women: a cross‐cultural perspective. Journal of Muslim Minority Affairs. Taylor and Francis. 24 (1): 67–88. doi:10.1080/1360200042000212124
- Appiah, Kwame Anthony. 21. rujna 2010. Convincing other cultures to change. Big Think. Inačica izvorne stranice arhivirana 12. prosinca 2013.CS1 održavanje: bot: nepoznat status originalnog URL-a (link)
- Bellemare, Marc F.; Steinmetz, Tara L. 17. lipnja 2013. All in the family: explaining the persistence of female genital cutting in the Gambia. Social Science Research Network. doi:10.2139/ssrn.2280086. SSRN 2280086 Pdf.
- Dobash, Russell P.; Dobash, R. Emerson. 2016. Women, violence and social change. Routledge. Abingdon, Oxon. ISBN 9781138174023
- Durham, Meenakshi G. Veljača 2013. "Vicious Assault Shakes Texas Town": the politics of gender violence in The New York Times' coverage of a schoolgirl's gang rape. Journalism Studies. Taylor & Francis. 14 (1): 1–12. doi:10.1080/1461670X.2012.657907
- Heise, Lori L.; Pitanguy, Jacqueline; Germain, Adrienne. 1994. Violence against women: the hidden health burden. World Health Statistics Quarterly. Rapport Trimestriel de Statistiques Sanitaires Mondiales. 46. World Bank. Washington, D.C. str. 78–85. ISBN 9780821329801. PMID 8237054 Discussion Paper No. 255
- Jones, Helen; Diop, Nafissatou; Askew, Ian; Kaboré, Inoussa. Rujan 1999. Female genital cutting practices in Burkina Faso and Mali and their negative health outcomes. Studies in Family Planning. Wiley. 30 (3): 219–230. doi:10.1111/j.1728-4465.1999.00219.x. PMID 10546313
- Jones, Wanda K.; Smith, Jack; Kieke Jr., Burney; Wilcox, Lynne. Rujan 1997. Female genital mutilation/female circumcision: who is at risk in the US?. Public Health Reports. 112 (5): 368–377. PMC 1381943. PMID 9323387 Pdf.
- Kelly, Liz. Prosinac 2005. Inside outsiders: Mainstreaming violence against women into human rights discourse and practice. International Feminist Journal of Politics. Taylor and Francis. 7 (4): 471–495. doi:10.1080/14616740500284391
- Mackie, Gerry. Lipanj 2003. Female genital cutting: a harmless practice?. Medical Anthropology Quarterly. Wiley/American Anthropological Association. 17 (2): 135–158. doi:10.1525/maq.2003.17.2.135. JSTOR 3655332. PMID 12846114 Pdf.  Arhivirana inačica izvorne stranice od 9. svibnja 2013. (Wayback Machine)
- Shell-Duncan, Bettina; Herniund, Yiva. Kolovoz 2006. Are there "Stages of Change" in the practice of female genital cutting?: Qualitative research findings from Senegal and The Gambia. African Journal of Reproductive Health [La Revue Africaine de la Santé Reproductive]. Women's Health and Action Research Centre (WHARC). 10 (2): 57–71. doi:10.2307/30032459. JSTOR 30032459
- Skaine, Rosemarie. 2005. Female genital mutilation: legal, cultural, and medical issues. McFarland & Company, Inc.. Jefferson, North Caroline. ISBN 9780786421671
- Wagner, Natascha. Ožujak 2013. Why female genital cutting persist? (PDF). Working Paper. University of Rotterdam. Inačica izvorne stranice (PDF) arhivirana 3. svibnja 2022. Pristupljeno 24. rujna 2021.
- True, Jacqui. 2012. The political economy of violence against women. Oxford University Press. New York, NY. ISBN 9780199755912
- Wakabi, Wairagala. 31. ožujka 2007. Africa battles to make female genital mutilation history. The Lancet. Elsevier. 369 (9567): 1069–1070. doi:10.1016/S0140-6736(07)60508-X. PMID 17405200
- Williams, Lindy; Sobieszczyk, Teresa. Studeni 1997. Attitudes surrounding the continuation of female circumcision in the Sudan: passing the tradition to the next generation. Journal of Marriage and Family. Wiley. 59 (4): 966–981. doi:10.2307/353796. JSTOR 353796

## Vanjske poveznice
- Rodno uvjetovano nasilje na Curlie
- Nasilje nad ženama pregled činjenica o sudskoj praksi Europskog suda za ljudska prava
- Virtualni centar znanja za okončanje nasilja nad ženama i djevojčicama (na engleskom, francuskom i španjolskom)
- Posebni izvjestitelj UN-a za nasilje nad ženama, njegove uzroke i posljedice
- Izvješća Svjetske zdravstvene organizacije o FGM-u, Zdravstvene komplikacije sakaćenja ženskih spolnih organa